# オイルプリント
オイルプリント (Oil Pigment Process) は、1904年にイギリスのローリンスにより考案された写真技法である。

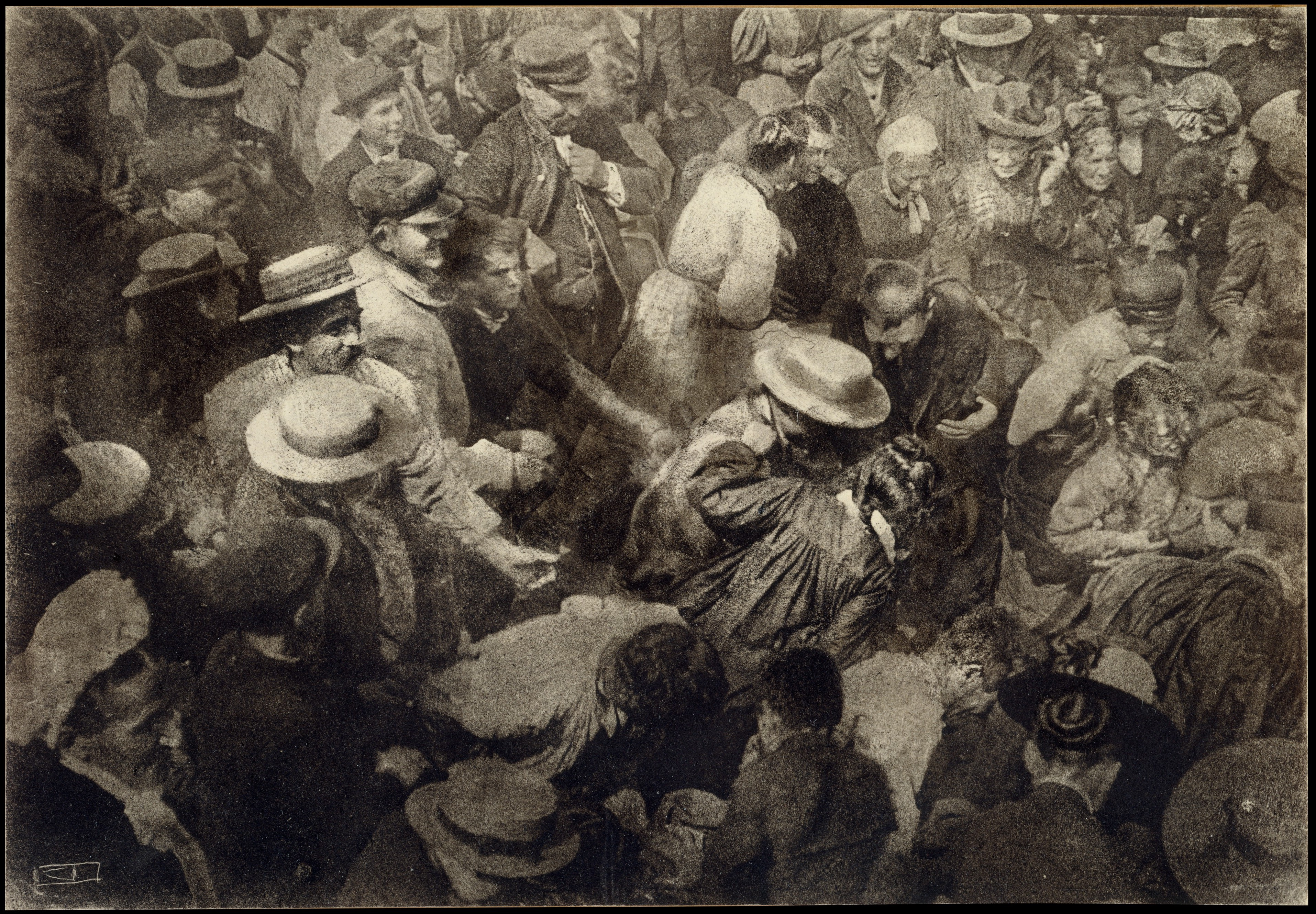
ロベール・ドマシー – A Crowd'(群衆)', 1910

## 概要
紙にゼラチンを塗布し、重クロム酸カリウムまたは重クロム酸アンモニウム溶液によって感光性をもたせ、ネガと密着して太陽光、紫外線ライトにて焼きつける。その後流水で水洗すると、シャドー部はゼラチンが硬化して水分を吸収しにくくなり、ハイライト部は水分を吸収して膨張し、レリーフ状になり、そこに油性絵具をブラシで叩きつけていくと、水分の少ないシャドー部には絵具が付き、水分を多く含むハイライト部は油性絵具を反発して受けつけず、これにより階調が表現される。

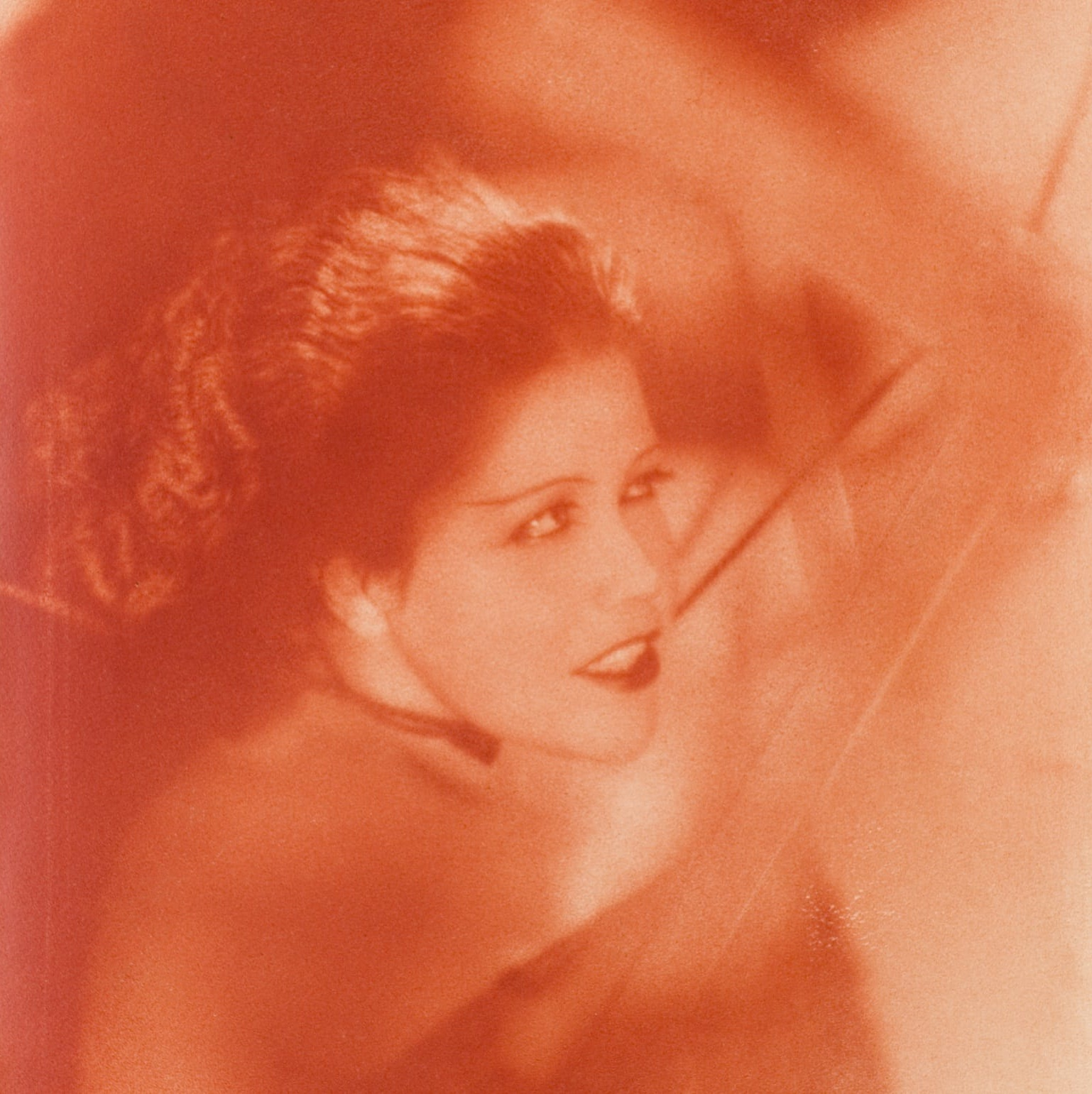
ヤロスラフ・バルザー撮影「アニー・オンドラ」(1920年代)

その後、市販の印画紙を使用し、引き伸ばし可能なブロムオイルに取って代わられ廃れていったが、日本では人形作家・写真家の石塚公昭が1990年代に技法を復活させ、個展を中心に発表している。